# Thomas Heiderup
Bengt Thomas "Totto" Heiderup, född Karlsson 3 mars 1969 i Karlskrona, är en svensk före detta kickboxare.

## Karriär
Thomas "Totto" Heiderup har förutom 4 VM-guld i kickboxning och ett VM-guld i veteranklassen även tagit 3 EM-guld samt 25 SM-tecken. 23 av SM-gulden tog han från 1993 till 2015 i följd. Han kommer att medverka i den sjuttonde säsongen av Mästarnas mästare som har en planerad premiär på SVT och SVT Play i mars 2025.